# Pythonichthys asodes
Pythonichthys asodes är en fiskart som beskrevs av Richard H. Rosenblatt och Daniel Rubinoff 1972. Pythonichthys asodes ingår i släktet Pythonichthys och familjen Heterenchelyidae. IUCN kategoriserar arten globalt som livskraftig. Inga underarter finns listade i Catalogue of Life.